# Josef Reif (Hornist)
Josef Reif (* 10. Jänner 1980 in Amstetten (Niederösterreich)) ist ein österreichischer Hornist.

## Leben
Josef Reif bekam im Alter von 10 Jahren seinen ersten Hornunterricht, bereits mit 15 Jahren begann er sein Hornstudium am Wienerhorn bei Roland Berger an der Universität für Musik und darstellende Kunst in Wien. Dieses schloss er 2007 bei Thomas Jöbstl mit Auszeichnung ab.
Reif hatte von September 2003 bis Februar 2013 ein Engagement im Orchester der Volksoper Wien als Solohornist, seit 1. März 2013 ist er erster Hornist im Staatsopernorchester Wien. 2016 folgte er Wolfgang Tomböck jun. als Solohornist bei den Wiener Philharmonikern nach.
Neben seiner Orchestertätigkeit ist Reif Mitglied in Ensembles wie den „Vienna Horns“, dem „Theophil Ensemble Wien“ oder dem Hornquintett „Die Matterhorns“.

## Diskografie
- 2006: Johann Strauss (Sohn) u. a. – Wandern mit Strauss, Schubert, Brahms: Josef Reif (Arrangeur), Vienna Horns - Art of Brass Vienna, ORF CD (483)
- 2015: Valentin Butt – Bormental:  Josef Reif (Horn), aus: Die Schönsten Momente 25 Jahre Festspiele Mecklenburg-Vorpommern, Berlin Classics (030067BBC)